# 20.000 lire

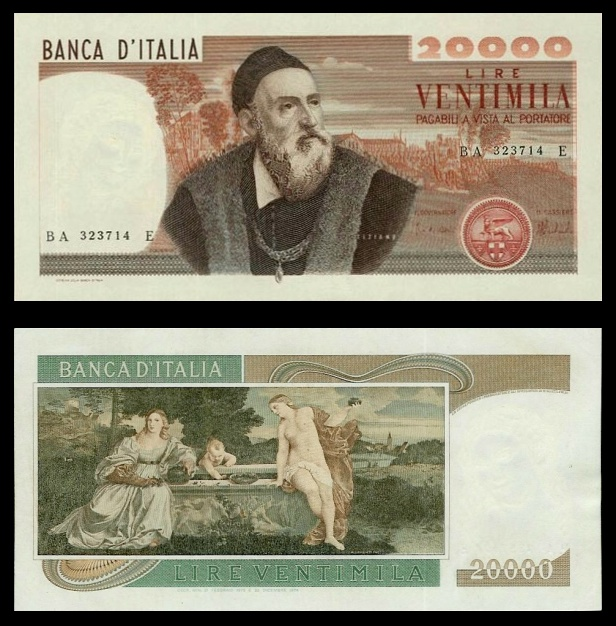
La banconota da 20.000 lire.

 La banconota da 20.000 lire è stata uno dei tagli di cartamoneta circolante in Italia, a partire dal 1975.

## Serie Tiziano
L'unica versione della banconota fu stampata nel 1975, ma dato il limitato consenso mostrato dai cittadini italiani verso questo taglio, si decise di non darne alle stampe altre emissioni (a parte la stampa del 1985, a carattere speciale, per il cambio delle banconote logore). Fu disegnata da Trento Cionini e ne vennero stampati 99 500 milioni di esemplari.
Nel 1985 le banconote da 20 000 lire circolanti erano oramai piuttosto usurate, essendo ancora quelle emesse nel 1975 che circolavano da una decina di anni. Come per tutte le altre banconote italiane del periodo si decise dunque di procedere all'emissione di serie speciali sostitutive (decreto del 27 maggio 1985), cioè banconote da 20 000 lire di medesime caratteristiche ma nuove, per sostituire quelle usurate: in tal modo le banconote da 20 000 lire poterono continuare a circolare ancora per vari anni anche dopo il 1985, sebbene in numero minore rispetto a quelle di altri tagli.
Dedicata al pittore Tiziano, portava sul retro una riproduzione dell'Amor Sacro e Amor Profano della Galleria Borghese.